# San Patrignano
Koordinaten: 43° 58′ 56,2″ N, 12° 33′ 7,2″ O

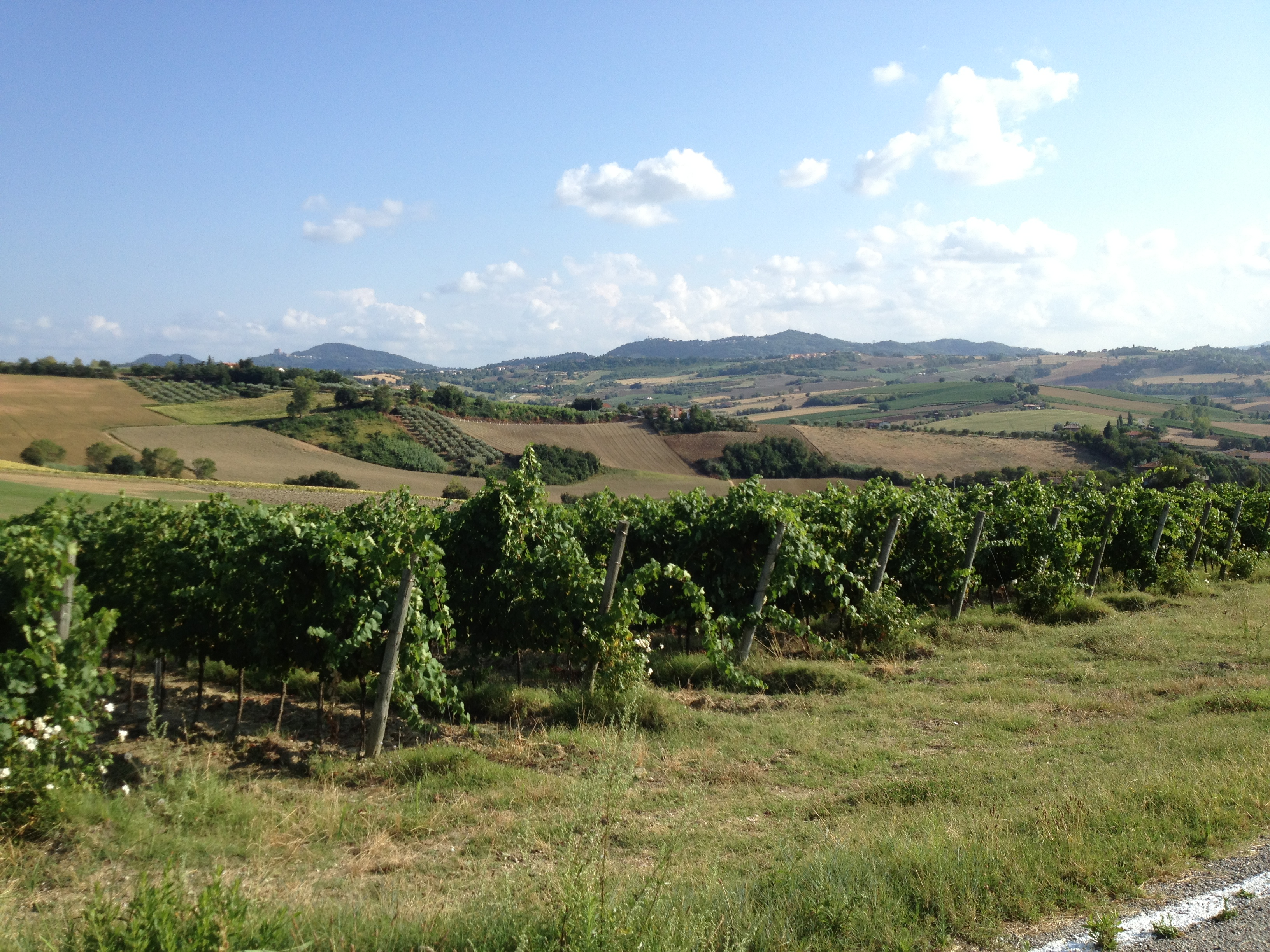
Hügellandschaft von Coriano

Gemeinde Coriano, Provinz Rimini

Die Comunità San Patrignano gilt als größtes Drogen-Rehabilitationszentrum Europas. Das Hauptzentrum ist ein Dorf, das von 1.600 bis 2.500 ehemaligen Drogenabhängigen bewohnt wird und zur Gemeinde Coriano bei Rimini in der Region Emilia-Romagna in Italien gehört. Träger ist die Kooperative Comunità San Patrignano Società Cooperativa Sociale.
Die Comunità ist Partnerin der Europäischen Städte gegen Drogen von Europe against Drugs (EURAD) und Mitglied des internationalen Bürgerforums zur Drogenpolitik (CSF).

## Geschichte
Vincenzo Muccioli nahm 1978 zusammen mit freiwilligen Helfern die erste Gruppe drogenabhängiger junger Leute auf seinem Landgut bei Rimini auf. Im Jahr 1985 lebten über 200 junge Menschen in San Patrignano. Zur finanziellen Absicherung des Projektes wurde eine Stiftung gegründet. Das Zentrum erhielt die staatliche Anerkennung als berufliche Ausbildungsstätte.
Die Comunità eröffnete 1987 eine Zweigstelle in Botticella di Novafeltria bei Sant’Agata Feltria in der Provinz Rimini, wo die Kinder der Bewohner von San Patrignano ihre Ferien verbrachten. Botticella wurde 2013 zu einem Empfangszentrum für Drogenabhängige. 1989 wurde eine weitere Zweigstelle in San Vito Pergine oberhalb Trient in der Region Trentino-Südtirol eröffnet. Die Familie Muccioli schenkte 1990 ihren gesamten Besitz der Stiftung. Der italienische Staat gewährte der Stiftung die Gemeinnützigkeit und anerkannte sie als Drogenrehabilitationsstelle.
1993 lebten und arbeiteten 1.600 junge Menschen in dem neu entstandenen Dorf. Sie können über 50 verschiedene staatlich anerkannte Berufe erlernen und eine Schulausbildung bis zur Universitätsstufe besuchen. Drei soziale Institutionen betreuen die jungen Leute nach Abschluss ihrer Therapie, um die Reintegration in Gesellschaft und Arbeitswelt zu gewährleisten.
Als der Gründer Vincenzo Muccioli 1995 starb, übernahm sein Sohn Andrea die Leitung der Lebensgemeinschaft. Im gleichen Jahr schlossen sich über 200 im Drogenbereich engagierte Organisationen aus aller Welt im Verein Rainbow International Association against Drugs zusammen, mit dem Ziel, sich für ein Leben ohne Drogen und gegen jede Art der Legalisierung von Drogen einzusetzen.
San Patrignano erhielt 1997 den Status einer Nichtregierungsorganisation (NGO) im Wirtschafts- und Sozialrat der Vereinten Nationen.
Im Jahr 2000 betrug die Warteliste rund 3.000 Personen. Jährlich können etwa 600 Drogensüchtige neu aufgenommen werden. 2001 wurde die soziale Kooperative Arcipelago in Riccione gegründet, um nach beendeter Rehabilitation die Integration in die Arbeitswelt und Gesellschaft zu erleichtern. 2010 waren 1295 Männer und 292 Frauen in Behandlung. Junge Leute wohnten in 228 großen Zimmern für sechs bis acht Bewohner und Familien in 60 Häusern. Täglich wurden 2000 Mahlzeiten zubereitet. Im gleichen Jahr besuchten rund 40.000 Personen Veranstaltungen in San Patrignano.
Vertreter von San Patrignano beteiligten sich an der Vorbereitung für die UNGASS-Konferenz der UN-Generalversammlung im April 2016 in New York.
2017 findet während neun Tagen der 8. Internationale Workshop für Sozialarbeiter, Praktiker in der Drogenarbeit, Studenten, Forscher und NGOs statt, die sich Fachwissen über das Modell der Prävention (WeFree Projekt), Rehabilitation und sozialen Wiedereingliederung der größten Gemeinschaft in Europa erarbeiten möchten.
Die Comunità gibt das Magazin SanpaNews heraus, das in zwölf Ausgaben pro Jahr erscheint.

## Leitbild
- Sozial marginalisierte Menschen und Drogenabhängige sollen ohne jede soziale, politische oder religiöse Diskriminierung willkommen geheißen und rehabilitiert werden.

- Diese Dienstleistung soll für diejenigen, die sie und ihre Familien brauchen, völlig kostenlos und ohne Beantragung von staatlichen Beiträgen sein.

- Sucht und soziale Ausgrenzung sollen durch individualisierte Wege, die auf der Wiederherstellung der Würde, Ehrlichkeit, Verantwortung, Respekt für sich und andere basieren, beendet werden.

- Die berufliche Ausbildung soll als Instrument für die soziale Rehabilitation der Menschen und die Rückkehr in die Gesellschaft dienen.

- Die Familien der Drogenabhängigen sollen mit Präventionsinitiativen gegen den Drogenmissbrauch und zur Aufklärung für eine drogenfreie Welt unterstützt werden.

- Die Aktivitäten in San Patrignano sollen zusammen mit privaten und öffentlichen Spenden die wirtschaftliche Grundlage bieten, um dieses Modell eines sozialen Unternehmens weiterzuentwickeln.

## Organisationskonzept
Die Grundpfeiler der Drogentherapie in San Patrignano sind das Leben in einer drogenfreien Gemeinschaft und die Ausübung einer sinnvollen Arbeit. Rund 140 Freiwillige und 350 bezahlte Mitarbeiter helfen den Drogenabhängigen, damit sie als respektierte Mitglieder in die Gesellschaft zurückkehren können.
San Patrignano nimmt alle jungen Frauen und Männer auf, die ernsthafte Drogenprobleme haben, unabhängig von Ideologie, sozialer Herkunft oder Religion. Es wird weder von den Familien noch von der Regierung eine Bezahlung oder Finanzierung akzeptiert.
Nach dem ärztlich begleiteten Opioidentzug und einer Erholungsphase werden die Teilnehmer ohne Heroin oder Ersatzdrogen wie Methadon in den Arbeitsprozess integriert.
Die Integration in den Arbeitsprozess fördert die psychische Genesung und senkt die Therapiekosten, weil die Teilnehmer ihren Lebensunterhalt praktisch selber verdienen. Gut integrierte Teilnehmer unterstützen die Neuankömmlinge und zeigen durch ihr Vorbild, dass ein Leben ohne Drogen möglich und lebenswert ist.
Jeder, der sich zu einem Leben ohne Drogen entschlossen hat, kann sich um einen Wohnplatz in San Patrignano bewerben. Da die Stiftung San Patrignano finanziell selbsttragend ist, ist der Aufenthalt in San Patrignano freiwillig und kostenlos. Die Aufenthaltsdauer ist individuell.

## Infrastruktur
Die Infrastruktur ist auf die Bedürfnisse der Bewohner und des therapeutischen Prozesses abgestimmt:
Die große Esshalle, in der die 1.600 Bewohner und die anwesenden Besucher gleichzeitig ihre Mahlzeiten einnehmen, ist zu einem Symbol dieses Modells geworden, das täglich praktiziert wird.
Für die rund 120 Kinder im Alter von 0 bis 13 Jahren gibt es eine Krippe, einen Kindergarten und einen Spielplatz. Die Kinder besuchen die Schulen der umliegenden Gemeinden, damit sie sich dort integrieren können. Spiele und Gruppenaktivitäten finden erst statt, wenn die Hausaufgaben erledigt sind. Rund 100 Jugendliche werden im eigenen Studienzentrum ausgebildet.
Wegen Drogenkriminalität Verurteilte können in San Patrignano, anstelle einer Strafe im Gefängnis abzusitzen, ein Rehabilitationsprogramm durchlaufen. Seit 1980 konnten über 3.500 Jahre Gefängnis durch abstinenzorientierte Therapien ersetzt werden.
Die Gemeinschaft besitzt ein eigenes medizinisches Zentrum, wo auch Aidskranke Drogensüchtige behandelt werden.
Für das Erlernen eines Berufes und die Integration ins Arbeitsleben nach dem Aufenthalt gibt es vielfältige Arbeitsmöglichkeiten in den 50 eigenen Arbeitsstätten: Administration, Autowerkstatt, Bäckerei, Bauunternehmung, Datenverarbeitung, Druckerei, Gastronomie, Gemälderestauration, Laden, Landwirtschaft, Sanitärbetrieb, Schlosserei, Schmiede, Schreinerei, Spitalbetrieb, Textilverarbeitung, Weinbau, Zimmerei und andere mehr. Die hohe Qualität der Arbeiten ist weithin bekannt, und einzelne Werkstätten haben längere Wartezeiten für neue Aufträge. Die Werkstätten werden von Vorarbeitern geführt.
In der international berühmten Pferde- und einer Hundezucht können die ehemaligen Drogenabhängigen nicht nur den verantwortungsvollen Umgang mit Tieren lernen, sondern die Beziehung zu den Tieren kann auch ein therapeutischer Zwischenschritt sein, auf dem Weg das Misstrauen gegenüber dem Menschen zu überwinden.
Die Gemeinschaft verfügt über eine eigene umweltfreundliche Stromversorgung mit Methangas und ist nicht auf teure externe Energie angewiesen.
Um die Rückkehr in die Gesellschaft zu erleichtern, werden zahlreiche nationale und internationale Anlässe organisiert und mit den umliegenden Gemeinden enge Beziehungen gepflegt. Die Gemeinschaft empfängt täglich Besuche von Studenten, Freiwilligen, Fachleuten und Mitgliedern von italienischen und ausländischen Institutionen.

## Therapeutisches Modell
Das von Vincenzo Muccioli entwickelte Modell ist kein Standardsystem und keine allgemeingültige therapeutische Methode. Ausgangspunkt ist eine bestimmte Sicht vom Menschen und vom Drogenabhängigen, die für die Wahl des therapeutischen Vorgehens und des Veränderungsprozesses wegleitend ist.

### Menschenbild
Als Grundprinzip gilt, dass jeder Mensch seine Würde und sein Leben zu schützen hat. Dieses Prinzip soll für alle Menschen und erst recht für diejenigen gelten, die – wie die Drogenabhängigen – in Schwierigkeiten geraten sind. Muccioli sah den Drogenabhängigen als einen Menschen mit einem zusätzlichen Problem, der Drogenabhängigkeit.
Der Drogenabhängige wird nicht als Kranker betrachtet, der mit Medikamenten zu heilen ist, sondern als ein Mensch mit bestimmten Problemen. Er hat die Drogenabhängigkeit zu seinem ganzen Lebensinhalt gemacht, weil er mit den Problemen, Ängsten und Schwierigkeiten, alleine nicht fertiggeworden ist.

### Therapeutischer Ansatz
Die Erfahrungen in San Patrignano zeigen, dass die Ursachen bei jedem Drogenabhängigen unterschiedlich sind. Es können Familien-, Pubertätsprobleme, persönliche Schwierigkeiten oder Charakterhaltungen usw. sein. Weil sich jeder Drogenabhängige, wie jeder Mensch, von allen anderen Menschen unterscheidet, nähert man sich in San Patrignano jedem auf individuelle Art.

### Gemeinschaft
Muccioli sah die Familie als geeignetes Vorbild, als sozialen Mikrokosmos, in dem viele Regeln, Abläufe und Mittel gleich sind, wie im Makrokosmos der Gesellschaft. 1978 begann Muccioli seinen Familienkreis zu erweitern, um andere Menschen aufnehmen zu können. Im geschützten Rahmen der Gemeinschaft und mit ihrer Hilfe kann der Drogenabhängige lernen, die Lebensaufgaben (Arbeit, Partnerschaft, Gemeinschaft) anzugehen und sein Leben neu zu gestalten, damit er sich nach seiner Rehabilitation der Realität in der Gesellschaft wieder stellen kann.

### Veränderungsprozess
Wer in San Patrignano eintreten will, muss den Willen mitbringen, ein anderer Mensch zu werden, sein Leben auf einer anderen Grundlage aufzubauen. Der Veränderungsprozess stützt sich auf wenige, einfache, aber unverzichtbare Grundprinzipien ab, bei denen es keine Kompromisse geben darf. Die Flucht vor sich selbst und der Welt muss beendet werden, damit die Entwicklung zu einem anderen Menschen beginnen kann. Die Ablehnung der eigenen Person und Würde, der Eigenverantwortung für das eigene Leben, der Beziehung zu sich selbst und zu anderen muss gestoppt werden. Das Leben muss auf der Grundlage von Selbstvertrauen, Verantwortung für das eigene Leben und gegenüber dem Nächsten, der Würde und der Fähigkeit, auf andere zu hören, dem Bewusstsein, dass es Aufgaben und Verantwortung im privaten und gesellschaftlichen Leben gibt, die jeder Mensch wahrnehmen muss, neu aufgebaut werden. Das alles muss vom Drogenabhängigen verlangt werden, damit ein Reifungsprozess beginnen kann.

### Umsetzung in der Praxis
Die Umsetzung ist der schwierigste Teil des Modells, er findet hauptsächlich auf der emotionalen Ebene über Gefühlsbeziehungen statt. Ärzte, Therapeuten, Sozialarbeiter und freiwillige Helfer müssen das Misstrauen des Drogenabhängigen zur Welt durchbrechen, indem sie ihm glaubhaft Liebe, Vertrauen, Achtung und Solidarität entgegenbringen. Es braucht die volle Hingabe, ein grenzenloses Vertrauen und Engagement denjenigen beizustehen, die in diesem Veränderungs- und Reifeprozess unglaublichen Stimmungswechseln ausgesetzt sind. Muccioli hat das mit dem Leben in der Familie verglichen und auch so gedacht und gelebt, in dem er seinen eigenen Familienkreis sukzessive zur Gemeinschaft von San Patrignano vergrößerte. Wie in der Familie werden in der Gemeinschaft Gefühle gelebt, geschenkt und vermittelt. Dabei muss der Mensch im Zentrum stehen. Er braucht jemanden, der ihm vertraut, der merkt, dass er existiert, dass es ihm schlecht geht, der an ihn glaubt, sich – wenn nötig – rund um die Uhr um ihn kümmert. Dieser Ansatz ist mit der Lebensweise in San Patrignano verknüpft. Letztendlich ist es jedoch der Drogenabhängige, der die Verantwortung für sich übernehmen, eine Wahl treffen muss und als Mensch den Willen und die Entschlossenheit haben muss, alles zu ändern, Schluss zu machen mit der psychophysischen Abhängigkeit von einer Substanz. Niemand bezahlt etwas in San Patrignano, weil man Gefühle nicht bezahlen, sondern nur schenken kann. Aber nur dank solcher Gefühle kann man aus der Drogensucht herauskommen.

## Veranstaltungen
- Das CSI San Patrignano ist ein internationales Spring-Reitturnier, das als Turnier der Kategorie CSI5* seit 1997 jährlich in San Patrignano ausgetragen wird und zu den größten und bekanntesten Reitturnieren Italiens zählt.

- Das internationale CSI 5* Springreiterturnier 16ter Vincenzo Muccioli Challenge vom 20.–22. Juli 2012 in San Patrignano gilt erstmals dank einem Kompensationsbeitrag an ein Urwaldschutzprojekt in Madagaskar als CO2-emissionsfrei.

- Internationales Forum und Seminar der European Cities Against Drugs (ECAD) vom 5.–7. Oktober 2012 in San Patrignano.

## Daten und Fakten
Seit 1978 hat San Patrignano rund 25.000 (2017) junge Menschen aufgenommen und ihnen ein Zuhause, ein Gesundheitswesen (eigener Spital), Rechtshilfe, eine Arbeitsstelle und die Möglichkeit angeboten, zu studieren, zu lernen, ihr Leben zu verändern und wieder vollwertige Mitglieder der Gesellschaft zu werden. 140 Freiwillige und 350 bezahlte Mitarbeiter, viele von ihnen ehemalige Drogenabhängige, bilden den Kern der Gemeinschaft.
Die Hälfte der Einnahmen erhält San Patrignano durch den Verkauf von Waren und Dienstleistungen, die andere Hälfte sind Spenden von Privaten und Firmen, die das Konzept mittragen und einen Beitrag zur Realisierung der sozialen Ziele leisten möchten.
Gemäß der ersten unabhängigen Studie in Italien, durchgeführt von einem multidisziplinären Forscherteam der Universitäten Urbino und Pavia, konsumieren 72 % der Menschen, die die Therapie in San Patrignano beendet haben, keine Drogen mehr. Sie sind sozial und beruflich wieder vollständig in die Gesellschaft integriert.

## Auszeichnungen
- 2002 zeichnete die Sommelier Union Italiens (AIS) San Patrignano als beste Weinkellerei Italiens aus. Das Weingut wird von einem der bekanntesten italienischen Önologen, Riccardo Cotarella, betreut. Mehrere Weine aus San Patrignano wurden mit drei Gläsern (3 Bicchieri), der höchsten Auszeichnung für einen italienischen Wein, ausgezeichnet.

- 2005 war San Patrignano Austragungsort der Europameisterschaften im Springreiten. Der Parcours wurde von den Handwerkern und Künstlern der Kommune in zweijähriger Bauzeit selbst gebaut. Das in San Patrignano aufgezogene Pferd Nadir di San Patrignano gewann mit Jerry Smit (Italien) einen zweiten Platz.

- 2005 erhielt San Patrignano den ersten Preis der Italian Web Awards für die beste Website in der Kategorie Wissenschaft, Schule, Non-Profit sowie den Spezialpreis Best Web Agency of 2005 für ihre Grafik-Website.

- 2006 wurde San Patrignano anlässlich des Weltwirtschaftsforums von der Schwab Foundation for Social Entrepreneurship mit dem Titel Social Entrepreneur of the Year ausgezeichnet.

- 2010 wurde der CSI im Drogentherapiezentrum San Patrignano vom Internationalen Springreiter-Club zum Besten Turnier des Jahres 2010 gewählt